# Suharău
Suharău – wieś w Rumunii, w okręgu Botoszany, w gminie Suharău. W 2011 roku liczyła 2097 mieszkańców.